# Inmigración austríaca en Paraguay
La inmigración austríaca en Paraguay se refiere al fenómeno migratorio de personas provenientes de ese país centroeuropeo, quienes arribaran a Paraguay a finales del siglo xix e inicios del siglo xx.
En el contexto del mismo, destaca la figura de Christian Heisecke, comerciante y diplomático alemán establecido en Asunción, ciudad donde fungió como cónsul del Imperio austrohúngaro y del Reino de Holanda y los Países Bajos ante Paraguay.
Heisecke fue el principal promotor de la inmigración alemana, austríaca y suiza al territorio paraguayo luego de la guerra de la Triple Alianza.

## Historia

### En las Reducciones Jesuíticas
El primer austríaco en el Paraguay colonial fue el sacerdote Segismundo de Asperger.
Asperger había nacido en Insbruck en 1687, e ingresó a la Compañía de Jesús en 1705.En 1716 se alistó para misionar en el Río de la Plata. Su primer destino fue la Universidad de Córdoba donde completó sus estudios religiosos. Estando allí sucedió una terrible epidemia que mató cientos de esclavos negros de las estancias jesuíticas de Córdoba.
Pero, a pesar de tamaña desgracia el padre Asperger pudo salvar cientos de vidas con medicinas traídas desde Europa y por el conocimiento de hierbas medicinales de la zona. No era médico de profesión pero sí un insigne herborista.
 

Un sacerdote jesuita, el padre Maag sostenía que Asperger era “un gran médico de los cuerpos y también de las almas. Donde quiera que se presenta una ocasión para hacer algo provechoso para las almas, allí acude él”.

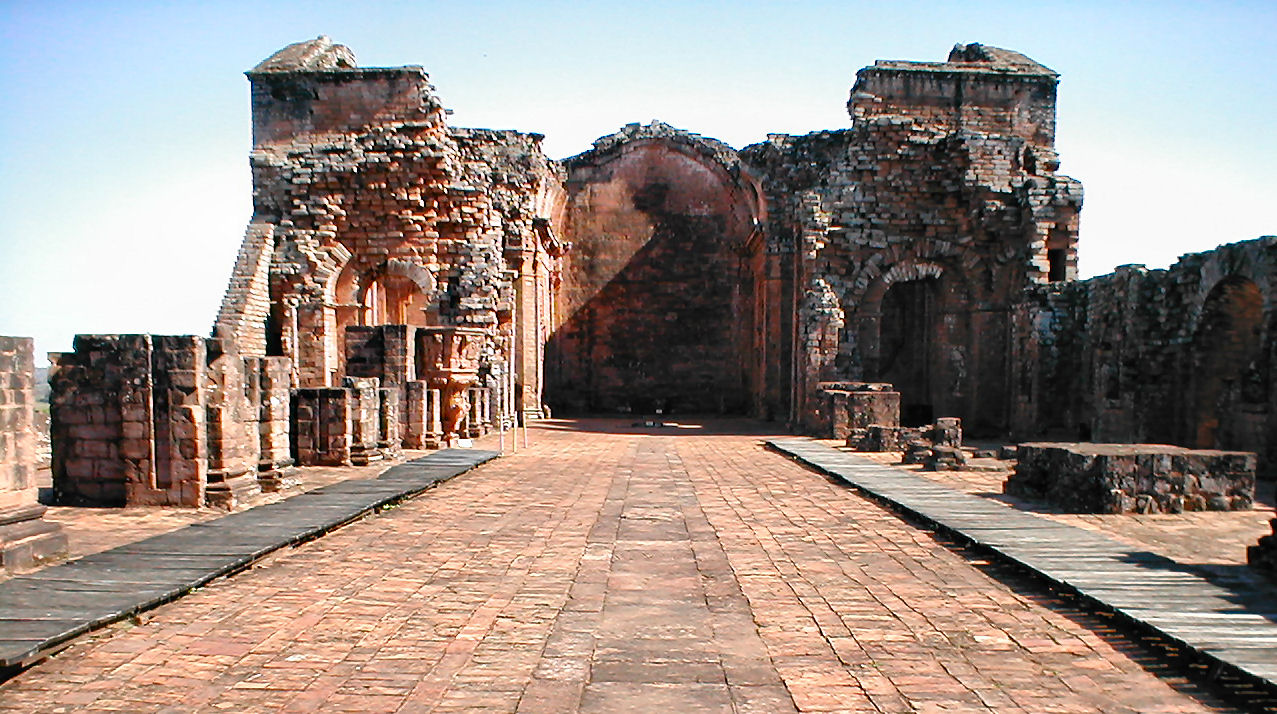
Las ruinas jesuitas de la misión Santísima Trinidad del Paraná, en la ciudad homónima, departamento de Itapúa.

Su actuación en las Misiones Jesuíticas Guaraníes entre 1719 hasta 1772 fue una vida de sacrificio, consagrada enteramente al socorro corporal y espiritual de los indios que buscaban en él medicina, salud y bienestar. En 1738 Asperger salvó cientos de enfermos de fiebre amarilla en San Nicolás. En 1743 fue párroco de Mártires hasta 1749 y de Concepción desde 17149 hasta 1754. Desde ese año hasta su muerte en 1772 el tirolés residió en Apóstoles (Misiones).
Fue tan honrosa su fama que el mismo Félix de Azara a fines del siglo XVIII escribía de Asperger como alguien “…que se dedicó especialmente a la medicina y la botánica, en cuyas facultades pasó en estos lugares por sapientísimo y en sus recetas y sentencias tiene hoy (1790) más crédito que las de Hipócrates y Discórides”.
El mismo Azara, cuando menciona un árbol medicinal muy famoso en el Paraguay llamado aguarabay indica que “lo descubrió el P. Jesuita Asperger”. Haciendo hervir las hojas secas de este árbol hasta que mezcladas con agua largan la mucha resina que tienen se consigue un bálsamo que todos los años se enviaba a España en grandes cantidades y al que se le atribuían virtudes medicinales, según narra el propio Azara. Se lo llamaba el “bálsamo de las Misiones”.

### En la postguerra del 70

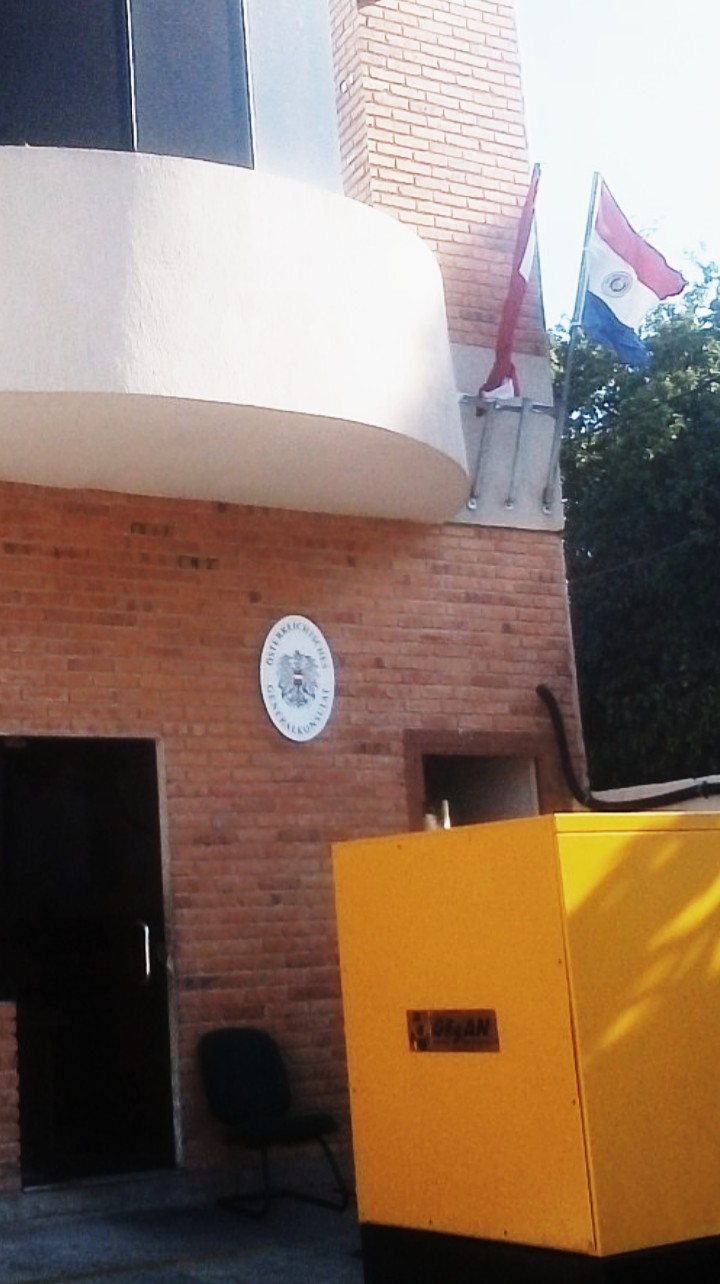
Fachada de la Embajada de Austria en el barrio Las Mercedes de Asunción.

Después de acabada la Guerra Grande, el Estado paraguayo se encontró sin recursos económicos para la reconstrucción del país. Sobre todo para el desarrollo económico y social del territorio de la república. Ante la gravísima crisis económica, el gobierno decide la venta de las tierras públicas como estrategia de recaudación financiera.
De esta forma, las tierras que pertenecían al estado se tuvieron que comercializar a particulares, y a entes privados, sobre todo a extranjeros. La venta de estas tierras públicas fue a parar en manos de empresas argentinas, inglesas, brasileñas e inclusive francesas.
La crisis demográfica y económica en las décadas posteriores al fin del conflicto fue una etapa decisiva para la política migratoria. De acuerdo con esta política, los inmigrantes debían instalarse en colonias agrícolas en zonas determinadas por el gobierno paraguayo. Para el efecto se promulgaron leyes específicas. La colonización agrícola iría ganando poco a poco en intensidad.
Gracias a una política migratoria liberal en  principio, a fines del siglo xix e inicios del siglo xx Paraguay logró atraer a numerosos inmigrantes europeos, en su mayoría franceses, españoles, alemanes, italianos y suizos. También llegaron otros grupos minoritarios: austriacos, suecos, daneses, belgas, australianos, croatas, polacos y rusos.
En el caso particular de los austríacos, durante un periodo de 49 años (1890-1939), se registró la entrada de 1111 ciudadanos de ese origen a territorio paraguayo. Sin embargo, la afluencia se reduciría considerablemente: sólo 82 ingresaron entre 1940 y 1959.

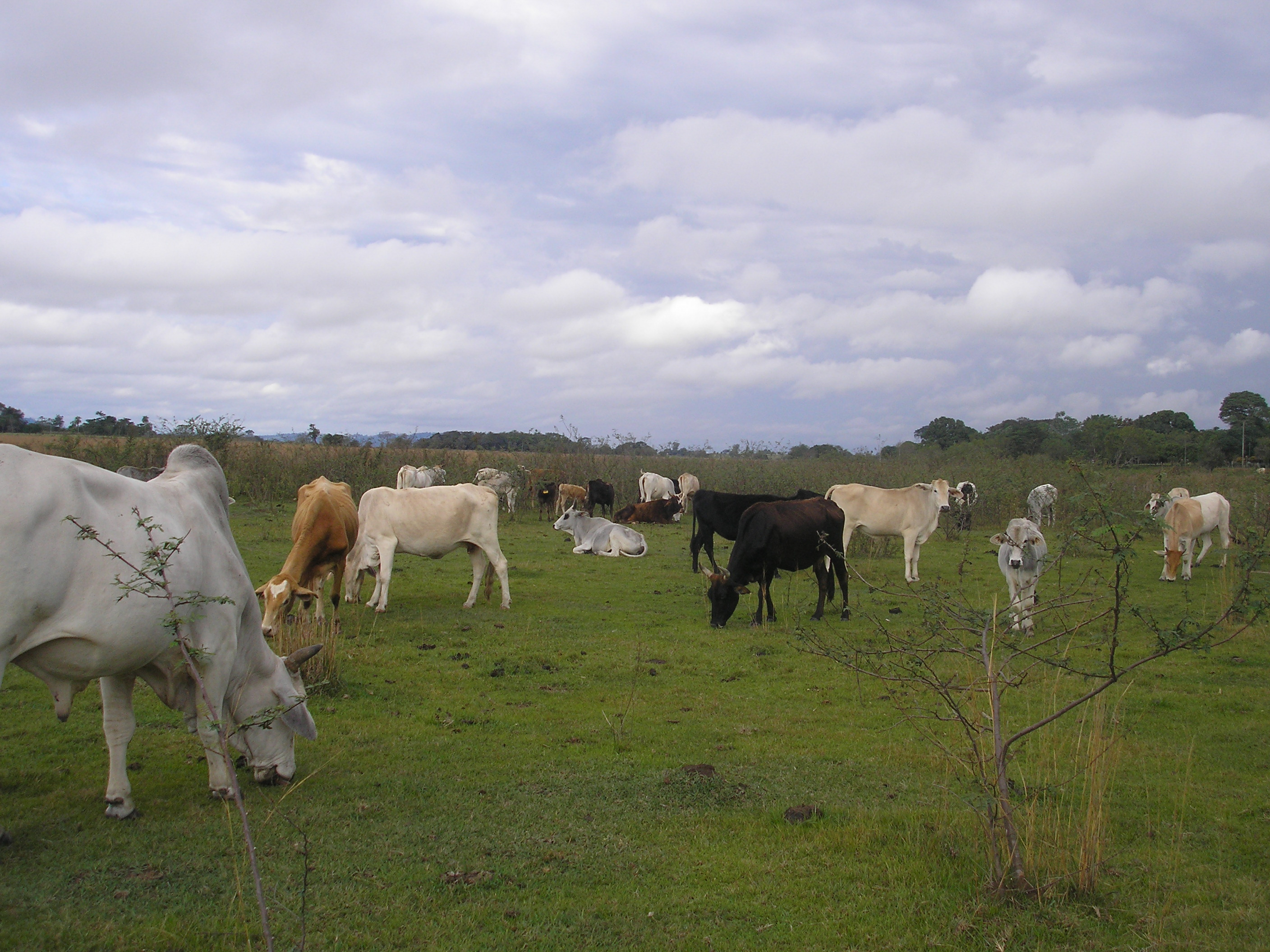
Ganado vacuno pastando en la locación de 25 de Diciembre.

 En la década de los años 60 y 70 han inmigrado descendientes de la nobleza, (concretamente Palacio de Schönbrunn) a radicarse en Paraguay, todos estos situados en la total discreción por sus salidas precipitadas de este país europeo por problemas familiares.
Muchos de estos inmigrantes se dirigieron hacia los departamentos de Central y Guairá,  instalándose en una colonia denominada Carlos Pfannl, en el actual distrito de Independencia. A fines de los años 20 del siglo pasado, un colono de apellido Vogt introdujo en la zona cepas de vid, iniciando la producción de vino que dio fama al flamante asentamiento.

## Carlos Pfannl
Este emprendedor inmigrante, nacido en Viena el 14 de noviembre de 1863 y llegado a Paraguay en 1889, se dedicó a las tareas ganaderas.
Con la creación de importantes empresas pecuarias, como la Société Fonciére du Paraguay y la Ganadera Riacho Negro, entre otras, Pfannl unió su nombre a la historia de la ganadería paraguaya. La primera de las empresas antes mencionadas la creó en compañía del capitalista francés Roberto Cahen d´Avers, en 1893, y la segunda, en 1922.
Murió en 1933, habiendo dejado una profunda huella en la ganadería del país debido a su espíritu pionero y avanzadas ideas.

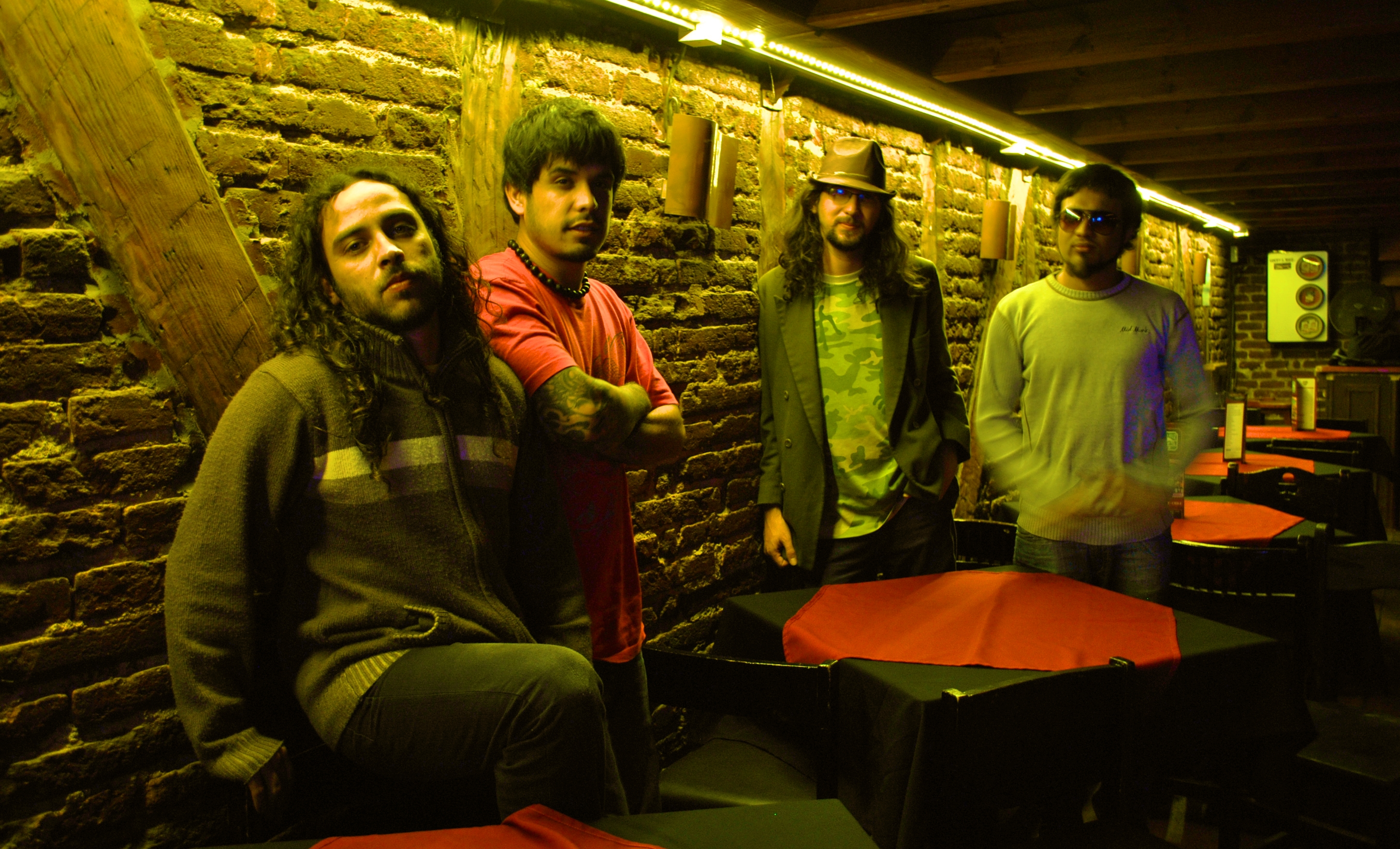
En primer plano, Javier Zacher con los demás integrantes de Salamandra.

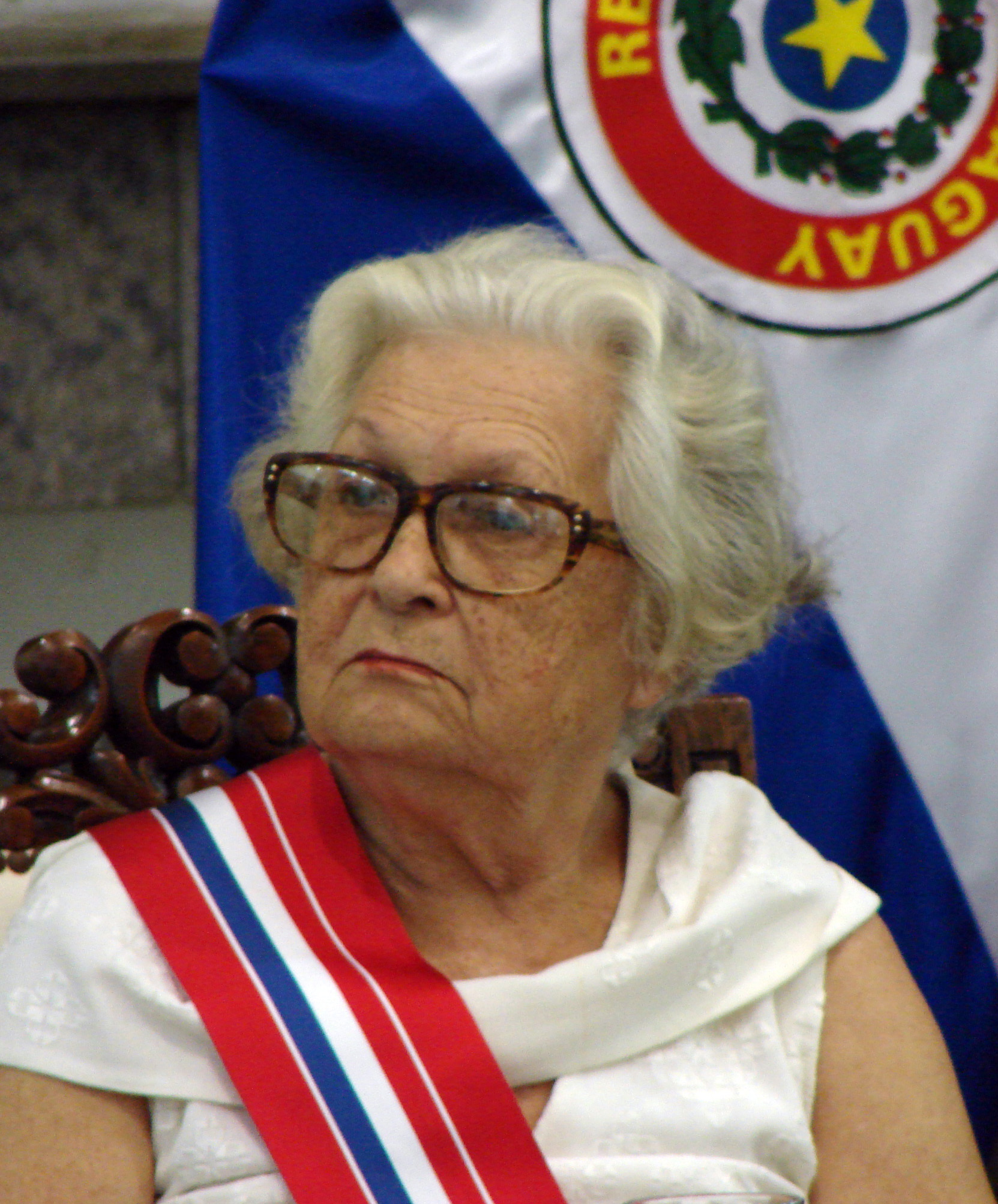
Lotte Schulz (1925-2016)

## Personas destacadas
- Carlos Pfannl y Luis Pfannl: pioneros de la ganadería y la agricultura moderna en Paraguay a comienzos del siglo XX.
- Osvaldo Hobecker: futbolista.
- Regina Hornung: artista plástica.
- Adolfo María Friedrich: botánico, explorador y militar héroe de la Guerra del Chaco.
- Rodolfo Kraemer: músico y compositor, exlíder del grupo The Aftermads.
- Fernando Pfannl: exparlamentario.
- Marco Pfingst: futbolista.
- Lotte Schulz: artista plástica.
- Jaime Zacher: vocalista de la agrupación Bohemia Urbana.
- Javier Zacher: vocalista del grupo de rock Salamandra.